# Araona
Das Araona ist eine indigene Sprache, die im bolivianischen Departamento La Paz im Municipio Ixiamas von einigen Dutzend Personen gesprochen wird. Wegen der geringen Sprecherzahl wird das Araona als ernsthaft gefährdet eingestuft.
Das Araona gehört zu den Pano-Takana-Sprachen.
Die bolivianische Verfassung von 2009 erkennt das Araona als eine offizielle indigene Sprache an.

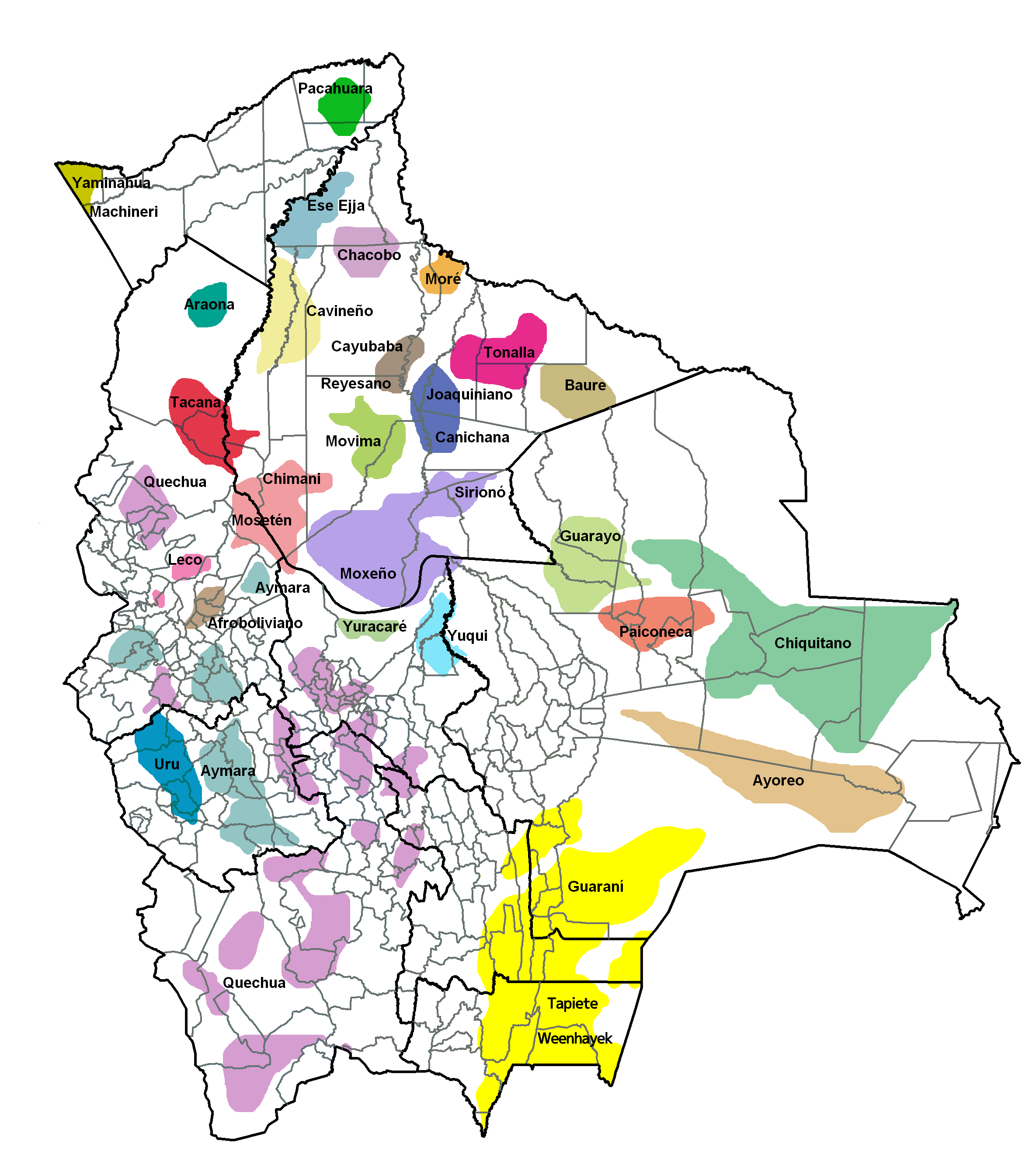

## Heutige Situation
Die ethnische Gruppe ist mit 70 bis 150 Personen sehr klein. Innerhalb der Gruppe wird die Sprache jedoch von praktisch allen Mitgliedern gesprochen. Die Ethnie bewohnt ein geographisch relativ entlegenes Gebiet, hat wenig Kontakte mit der Mehrheitsgesellschaft und keinen Zugang zu staatlichen Schulen.

## Geschichte der Ethnie
Die Araona werden erstmals von franziskanischen Missionaren im Jahr 1867 erwähnt. Die Gründung einer Mission war wegen allgemeiner widriger Umstände im Gebiet des Río Madre de Dios, wo die Gruppe damals lebte, nicht möglich.
In einem Bericht aus dem Jahr 1883 werden sie als kannibalische Nomaden beschrieben. Die Zuschreibung des Kannibalismus ist zweifelhaft, kann aber im Nachhinein nicht widerlegt werden. Sie lebten vorwiegend als Jäger und Sammler, betrieben kaum Landwirtschaft und kannten keine Metallwerkzeuge.
Zu Beginn der Unterwerfung und Besiedlung Nordboliviens zur Zeit des Kautschukbooms waren die Araona die größte Ethnie des Gebiets. Wie zahlreiche andere Ethnien Südamerikas wurden auch die Araona während des Kautschukbooms stark dezimiert. Angehörige des Volkes wurden zur Arbeit als Jäger, Fischer, Kautschuksammler etc. gezwungen.
Die heutigen Araona gehen auf zwei Familien zurück, denen es gelang zu entkommen und die sich im Jahr 1910 zufällig begegneten. Diese beiden Familien lebten bis in die 1960er Jahre hinein als nomadische Jäger und Sammler und vermieden Kontakte zur Außenwelt so weit wie möglich. Sie kannten den Anbau von Mais und Bananen, der jedoch wegen des Mangels an Werkzeugen nur spärliche Erträge brachte.
Mitglieder des Summer Institute of Linguistics gründeten 1965 eine dauerhafte Siedlung am Río Amarillo mit dem Ziel, die Araona zu missionieren. Unter dem Einfluss der Missionare weiteten sich die Kontakte der Araona mit der Außenwelt aus. Bis heute sind jedoch Spanischkenntnisse unter den Araona nicht weit verbreitet.

## Klassifikation
Das Araona gehört zur Familie der Pano-Takana-Sprachen. Laut Emkow (2012) wurde die Zugehörigkeit insbesondere durch phonologische und morphologische Gemeinsamkeiten in den Arbeiten von
Key (1963, 1968), Key et al. (1992) und Girard (1971) festgestellt.

## Lautsystem (Phonologie)
Das Araona kennt 18 konsonantische Phoneme.
|            |           | Bilabial | Alveolar | Alveopalatal | Velar | Glotal |
| Plosive    | stimmlos  | p        | t        |              | k     |        |
| Plosive    | stimmhaft | b        | d        | dy           |       | '      |
| Affrikaten |           |          | ts       | ch           |       |        |
| Frikative  | stimmlos  |          | s        | sh           |       | h      |
| Frikative  | stimmhaft |          | z        |              |       |        |
| Nasale     |           | m        | n        |              |       |        |
| Laterale   |           |          | l        |              |       |        |
| Vibranten  |           |          | r        |              |       |        |
| Halbvokale |           | w        |          |              | y     |        |

Das Araona kennt außerdem vier vokalische Phoneme. Der Vokal [u] ist nur in zwei Eigennamen belegt.
|                 | Vorne | Zentral | Hinten |
| Geschlossen     | i     |         | (u)    |
| Halbgeschlossen |       |         | o      |
| Halboffen       | e     |         |        |
| Offen           |       | a       |        |